# Алерамичи
Алерамичи или Алерамиды — потомки Алерама, которому его тесть, итальянский король Беренгар II, отдал в лен часть Пьемонта и Лигурии со столицей в Верчелли. Его отец, Вильгельм Монферратский, — рыцарь франкского происхождения, воевавший на стороне Гвидо Сполетского против Беренгара Фриульского, упоминается хронистами с 889 по 924 годы.
В 967 году преемник Беренгара, Оттон Великий, подтвердил землевладения Алерама. Старший сын его, именем Оддоне, умер раньше отца, однако его потомки сохранили владение маркграфством Монферрат. Они покрыли себя славой во время крестовых походов, когда Конрад Монферратский возложил на себя корону Иерусалима, а его брат Бонифаций — корону Фессалоник. Последний монарх Монферратской династии, Иоанн Справедливый, умер в 1305 году; его владения включали в себя Новару, Иврею, Асти и Монферрат. Следом монферратский престол занял его племянник, византийский царевич Феодор Палеолог, — родоначальник итальянской линии Палеологов.
На востоке Лигурии Алераму наследовал младший сын, Ансельм, столицей которого был город Савона. От восточнолигурийских маркграфов XI—XII веков происходит несколько знатных фамилий, и в первую очередь владетельные маркграфы Салуццо. Во время Итальянских войн их владения оказались на пути завоевательных устремлений французской короны. Маркграфство то и дело переходило в руки французов, а после смерти последнего из салуццких Алерамидов было окончательно ими оккупировано.
Помимо правителей Монферрата и Салуццо (фамилия дель Васто), Алерамов дом дал начало феодальным властителям более мелких коммун — Финале (дель Карретто), Чева, Буска, Понцоне, Клавезана. Правление Алерамидов на лигурийском побережье подошло к концу в 1602 году. В наше время дель Васто представлены сицилийским аристократическим родом Ланца (Lancia), к которому принадлежал известный писатель Ланца дель Васто (1901—1981).
- Резиденции дома Алерама
- Новый замок в Финале
- Замок маркграфов Инчизы
- Старый замок в Финале
- Укрепления королей Фессалоников
- Замок Манта (ит.) — резиденция властителей Салуццо